# Brit Awards de 2024
O Brit Awards de 2024, oferecido pela British Phonographic Industry (BPI), foi realizado em 2 de março de 2024, na The O2 Arena, em Londres, Inglaterra, reconhecendo o melhor da música britânica e internacional no ano de 2023.
Em 26 de setembro de 2023, foi feito o anúncio oficial da data da premiação. O Brit Awards de 2023 foi a primeira edição da cerimônia a ser realizada em um final de semana, e, devido ao sucesso de audiência visto naquele ano, a cerimônia de 2024 ocorreu novamente em um fim de semana.
A 44.ª edição da cerimônia foi novamente exibida no Reino Unido pelo canal televisivo ITV, e em sua plataforma de streaming ITVX, e internacionalmente pelo YouTube. Após ser apresentador da cerimônia por dois anos, Mo Gilligan anunciou que não apresentaria a premiação de 2024.
Na premiação deste ano, RAYE recebeu o maior número de indicações como artista principal, com sete no total, quebrando o recorde do maior número de indicações recebidas por um único artista em um ano, tendo também recebido uma oitava indicação pela sua participação no single "Prada", de Cassö e D-Block Europe. Os rappers britânicos Central Cee e J Hus ficaram em segundo lugar nas indicações, com quatro cada um.

## Antecedentes
Para a premiação de 2024, houve duas grandes mudanças:
- O número de indicados para Artista Britânico do Ano e Artista Internacional do Ano aumentou de cinco para dez.
- A categoria Artista Britânico de Pop/R&B foi dividida em Artista Britânico de Pop e Artista Britânico de R&B.

A estatueta do Brit Award de 2024 foi projetada por Rachel Jones.

## Apresentações
| Artista(s)                   | Canção(ões)                                                                      | Apresentado por                 |
| ---------------------------- | -------------------------------------------------------------------------------- | ------------------------------- |
| Dua Lipa                     | "Training Season"                                                                | —                               |
| Calvin Harris Ellie Goulding | "Miracle"                                                                        | Clara Amfo Maya Jama            |
| Tate McRae                   | "Greedy"                                                                         | Roman Kemp                      |
| Jungle                       | "Back on 74"                                                                     | Roman Kemp                      |
| Raye                         | "Ice Cream Man" "Prada" "Escapism"                                               | Clara Amfo Maya Jama            |
| Becky Hill Chase & Status    | "Disconnect" (com elementos de "Baddadan", com Irah e Takura)                    | Roman Kemp Maya Jama            |
| Rema                         | "Calm Down"                                                                      | Clara Amfo                      |
| Kylie Minogue                | "Padam Padam" Can't Get You Out of My Head" Love at First Sight" All the Lovers" | Clara Amfo Roman Kemp Maya Jama |

## Vencedores e indicados
Os finalistas a Estrela em Ascensão foram revelados em 28 de novembro de 2023. A lista completa de indicados foi anunciada em 24 de janeiro de 2024. Os vencedores estão listados primeiro e destacados em negrito.
| Álbum do Ano (apresentado por Jaime Winstone e Stuart Worden) | Canção do Ano (apresentado por Jo Hamilton e Monica Dolan) |
| --- | --- |
| - Raye – My 21st Century Blues - Blur – The Ballad of Darren - J Hus – Beautiful and Brutal Yard - Little Simz – No Thank You - Young Fathers – Heavy Heavy | - Raye com part. de 070 Shake – "Escapism" - Calvin Harris e Ellie Goulding – "Miracle" - Cassö, Raye e D-Block Europe – "Prada" - Central Cee – "Let Go" - Dave e Central Cee – "Sprinter" - Dua Lipa – "Dance the Night" - Ed Sheeran – "Eyes Closed" - J Hus com part. de Drake – "Who Told You" - Kenya Grace – "Strangers" - Lewis Capaldi – "Wish You the Best" - PinkPantheress – "Boy's a Liar" - Rudimental, Charlotte Plank e Vibe Chemistry – "Dancing Is Healing" - Stormzy com part. de Debbie – "Firebabe" - Switch Disco e Ella Henderson – "React" - Venbee e Goddard. – "Messy in Heaven" |
| Artista do Ano (apresentado por Jonathan Bailey) | Grupo do Ano (apresentado por Billie Joe Armstrong e Tré Cool) |
| - Raye - Arlo Parks - Central Cee - Dave - Dua Lipa - Fred Again - J Hus - Jessie Ware - Little Simz - Olivia Dean | - Jungle - Blur - Chase & Status - Headie One & K-Trap - Young Fathers |
| Artista de Pop (apresentado por Peter Crouch e Abbey Clancy) | Artista de R&B (apresentado por Aitch e Jess Glynne) |
| - Dua Lipa - Calvin Harris - Charli XCX - Olivia Dean - Raye | - Raye - Cleo Sol - Jorja Smith - Mahalia - Sault |
| Artista de Dance (apresentado por Alison Oliver e Charli XCX) | Artista de Rock/Alternativo (apresentado por Luke Evans e Marisa Abela) |
| - Calvin Harris - Barry Can't Swim - Becky Hill - Fred Again - Romy | - Bring Me the Horizon - Blur - The Rolling Stones - Young Fathers - Yussef Dayes |
| Artista de Hip Hop/Grime/Rap (apresentado por Ashley Walters e Kingsley Ben-Adir) | Artista Revelação (apresentado por Joe Keery) |
| - Casisdead - Central Cee - Dave - J Hus - Little Simz | - Raye - Mahalia - Olivia Dean - PinkPantheress - Yussef Dayes |
| Artista Internacional do Ano (apresentado por Joanne Froggatt) | Grupo Internacional do Ano (apresentado por Jack Saunders e Yinka Bokinni) |
| - SZA - Asake - Burna Boy - Caroline Polachek - CMAT - Kylie Minogue - Lana Del Rey - Miley Cyrus - Olivia Rodrigo - Taylor Swift | - Boygenius - Blink-182 - Foo Fighters - Gabriels - Paramore |
| Canção Internacional do Ano (apresentado por Bimini Bon-Boulash e Rob Beckett) | Estrela em Ascensão (apresentado por Jack Saunders e St. Vincent no tapete vermelho) |
| - Miley Cyrus – "Flowers" - Billie Eilish – "What Was I Made For?" - David Kushner – "Daylight" - Doja Cat – "Paint the Town Red" - Jazzy – "Giving Me" - Libianca – "People" - Meghan Trainor – "Made You Look" - Noah Kahan – "Stick Season" - Oliver Tree e Robin Schulz – "Miss You" - Olivia Rodrigo – "Vampire" - Peggy Gou – "(It Goes Like) Nanana" - Rema – "Calm Down" - SZA – "Kill Bill" - Tate McRae – "Greedy" - Tyla – "Water" | - The Last Dinner Party - Caity Baser - Sekou |
| Compositor do Ano (apresentado por Clara Amfo) | Produtor do Ano (apresentado por Ivan Toney e Vick Hope) |
| Raye | Chase & Status |
| Ícone Global (apresentado por Dua Lipa) | |
| Kylie Minogue | |